# Arsenio Lupin ladro gentiluomo
Arsenio Lupin ladro gentiluomo (titolo originale: Arsène Lupin gentleman-cambrioleur) è la prima raccolta di racconti scritti da Maurice Leblanc con protagonista il celebre ladro fittizio Arsenio Lupin.
Pubblicata in lingua originale il 10 giugno 1907, include le prime 9 storie con il personaggio nato dalla penna dello scrittore francese.
Queste sono:
- L'arresto di Arsenio Lupin (L'arrestation d'Arsène Lupin, 15 luglio 1905)
- Arsenio Lupin in prigione (Arsène Lupin en prison, 15 dicembre 1905)
- L'evasione di Arsenio Lupin (L'évasion d'Arsène Lupin, 15 gennaio 1906)
- Il viaggiatore misterioso (Le mystérieux voyageur, 15 febbraio 1906)
- La collana della regina (Le collier de la reine, 15 aprile 1906)
- La cassaforte di madame Imbert (Le coffre-fort de madame Imbert, 15 maggio 1906)
- Herlock Sholmes arriva troppo tardi (Herlock Sholmes arrive trop tard, 15 giugno 1906)
- La perla nera (La perle noire, 15 luglio 1906)
- Il Sette di Cuori (Le Sept de Cœur, 15 maggio 1907)